# Ergasilus spinipes
Ergasilus spinipes is een eenoogkreeftjessoort uit de familie van de Ergasilidae. De wetenschappelijke naam van de soort is voor het eerst geldig gepubliceerd in 1986 door Byrnes T..